# ホセ・ケル・イ・マルティネス

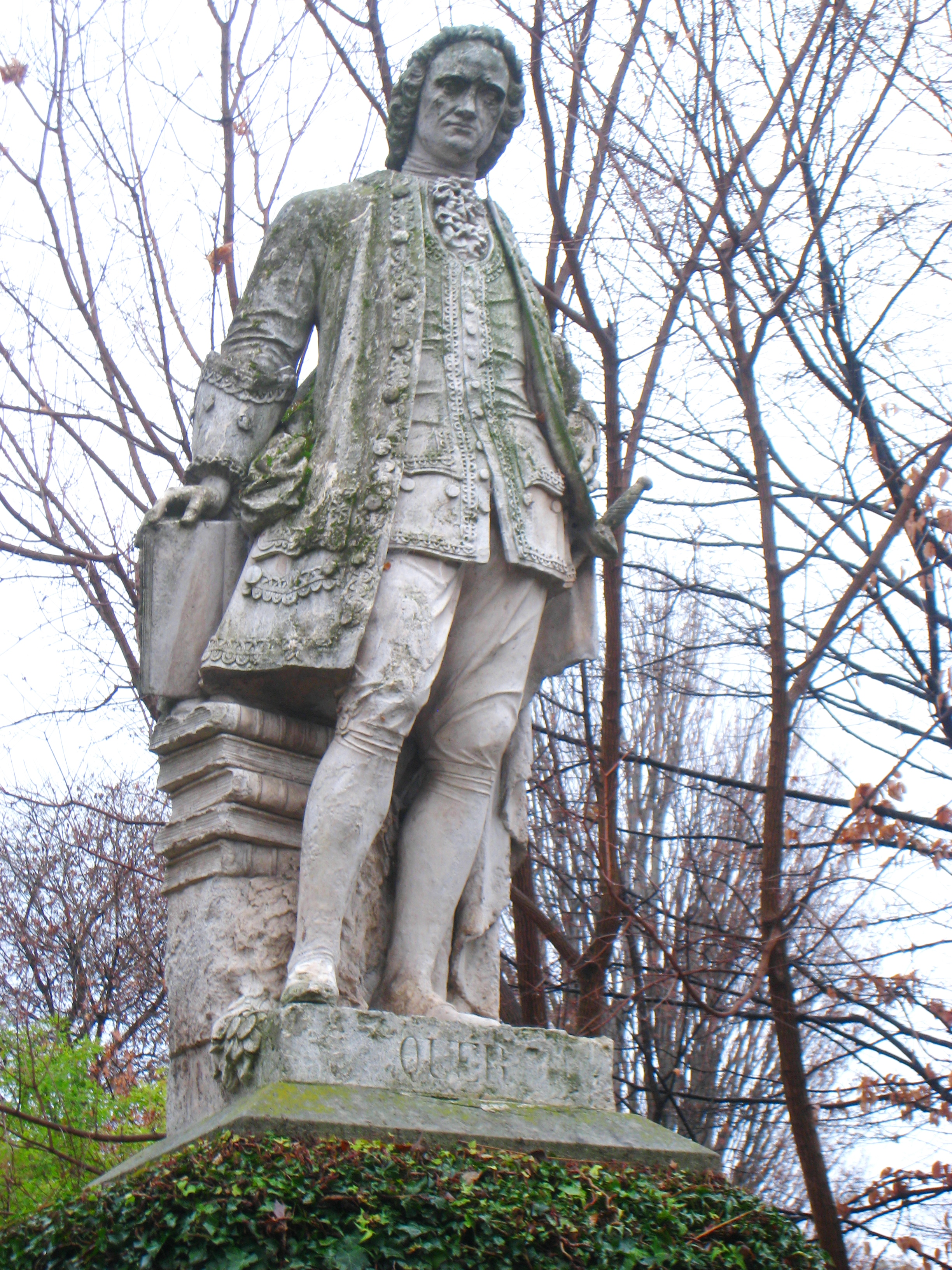
マドリード王立植物園のケル・イ・マルティネスの銅像、1866年製作、作者は Andrés Rodríguez (1829–?)

ホセ・ケル・イ・マルティネス（スペイン語: José Quer y Martínez、カタルーニャ語: Josep Quer i Martínez、1695年1月26日 – 1764年）は、スペインの医師、植物学者である。
南フランスのペルピニャンに生まれた。ペルピニャンで医療を学び、植物学を特に学んだ。スペイン軍の軍医として、スペイン、フランス、イタリアなどに赴任し、オスマン帝国とスペイン軍が争ったオランなどの北アフリカの地域にも赴いた。赴任先で、植物の標本をつくり、大量の種子や苗を集めた。これらの植物をもとに1755年に植物園をつくり、これが後のマドリード王立植物園（Real Jardín Botánico de Madrid.）になった。
1792年から、"Flora española o historia de las plantas que se crían en España"（「スペインの植物と栽培の歴史」）の執筆を始め、没するまでに4巻を出版した。この著作は後を継いだカシミーロ・ゴメス・オルテガ（Casimiro Gómez Ortega）によって完成された。その他の著書に"Uva urs" (「クマコケモモ」1763)、"cicuta" (「ドクゼリ属」1764)がある.